# شهرستان پارسیان
شهرستان پارسیان یکی از شهرستان‌های استان هرمزگان در جنوب ایران است. مرکز این شهرستان، شهر پارسیان است.
این شهرستان در تاریخ ۲۹ شهریور ۱۳۸۳ از شهرستان بندر لنگه جدا شد و مستقل گردید.
نام پیشین این شهرستان، گاوبندی بوده و سپس در تاریخ ۲۳ اردیبهشت ۱۳۸۶ به پارسیان تغییرنام پیدا کرد.

## موقعیت جغرافیایی
شهرستان پارسیان در ۵۶ درجه و ۱۵ دقیقه شرقی و ۲۷ درجه و ۷ دقیقه شمالی قرار دارد.
این شهرستان از شمال با شهرستان لامرد استان فارس، از شمال شرقی با شهرستان بستک، از شرق تا جنوب شرقی با شهرستان بندر لنگه، از جنوب با خلیج فارس و از غرب با شهرستان عسلویه استان بوشهر همسایه است.

## مردم‌شناسی
دین مردم شهرستان اسلام و مذهب اهل سنت شافعی بوده، همچنین از نظر نژادی اچم هستند و به زبان اچمی سخن می‌گویند.

## کشاورزی
مردم این شهرستان از نظر کشاورزی بسیار فعال بوده و محصولات خود را به سایر مناطق ارسال می‌کنند و عمده محصولات کشاورزی این منطقه گوجه‌فرنگی، تنباکو، سبزیجات و خرما است.

## خوراک
این منطقه دارای غذاهای ویژه‌ای است که از میان آن‌ها می‌توان مجبوس، رنگینک، لگیمات، خمفروش، گیویده، حل، حلیم، بدوه، برنج سرخ و ته‌چین ماهی را نام برد.

## تقسیمات کشوری
شهرستان پارسیان شامل ۲ بخش، ۴ دهستان و ۳ شهر به نام‌های زیر است:

### شهرستان پارسیان
| بخش     | مرکز بخش | جمعیت بخش ۱۳۹۵ | نام دهستان | مرکز دهستان | جمعیت دهستان ۱۳۹۵ | شهر          | جمعیت شهر ۱۳۹۵       |
| ------- | -------- | -------------- | ---------- | ----------- | ----------------- | ------------ | -------------------- |
| مرکزی   | پارسیان  | ۳۸٬۰۳۰ نفر     | مهرگان     | بهده        | ۹٬۷۰۸ نفر         | پارسیان دشتی | ۱۸٬۰۴۵ نفر ۴٬۶۹۵ نفر |
| مرکزی   | پارسیان  | ۳۸٬۰۳۰ نفر     | بوچیر      | بوچیر       | ۵٬۵۸۲ نفر         | پارسیان دشتی | ۱۸٬۰۴۵ نفر ۴٬۶۹۵ نفر |
| کوشکنار | کوشکنار  | ۱۲٬۵۶۶ نفر     | کوشکنار    | کوشکنار     | ۴٬۸۴۱ نفر         | کوشکنار      | ۳٬۲۶۰ نفر            |
| کوشکنار | کوشکنار  | ۱۲٬۵۶۶ نفر     | بهدشت      | زیارت       | ۴٬۴۶۵ نفر         | کوشکنار      | ۳٬۲۶۰ نفر            |

## جاذبه‌های گردشگری
از جاذبه‌های گردشگری این شهرستان می‌توان به موارد زیر اشاره کرد:
- سواحل مکسر
- گردنه مقام (گردنه عشاق)
- سنگ سه تکه (سه لت)
- آبشار آب دبه
- آبشار شو تاریکو

## جمعیت
بر پایه سرشماری نفوس و مسکن سال ۱۳۹۵، جمعیت شهرستان پارسیان برابر با ۵۰٬۵۹۶ نفر بوده است.